# Ivan Buljubašić
Ivan Buljubašić (Macarsca, 31 ottobre 1987) è un pallanuotista croato, difensore del Mladost. Ha conquistato un oro olimpico, un campionato europeo e una World League con la calottina della propria nazionale.

## Palmarès

### Club
- Campionato serbo-montenegrino: 3

Jadran: 2003-04, 2004-05, 2005-06
- Coppa del Montenegro: 1

Jadran: 2006-07
- Campionato croato: 3

Mladost: 2007-08
Primorje: 2013-14, 2014-15
- Kup Hrvatske: 6

Mladost: 2009-10, 2010-11
Primorje: 2011-12, 2012-13, 2013-14, 2014-15
- Lega Adriatica: 3

Primorje: 2012-13, 2013-14, 2014-15
- Campionato greco: 1

Olympiakos: 2019-20
- Coppa di Grecia: 1

Olympiakos: 2019-20
- Supercoppa di Grecia: 1

Olympiakos: 2019

### Nazionale
- Oro olimpico: 1

2012
- Europei: 1

2010
- World League: 1

2012